# 116. Kongress der Vereinigten Staaten
Der 116. Kongress der Vereinigten Staaten ist die Legislaturperiode von Repräsentantenhaus und Senat in den Vereinigten Staaten zwischen dem  3. Januar 2019 und dem 3. Januar 2021. Die Wahlen in den Vereinigten Staaten 2018 ergaben im Senat eine Mehrheit der Republikaner, im Repräsentantenhaus waren die Demokraten in der Mehrheit.

## Zusammensetzung nach Parteien

### Senat
- Demokraten:    45
- Republikaner:  53
- Unabhängige/Parteilose:      2
- Gesamt:        100

### Repräsentantenhaus
- Demokraten:    235
- Republikaner:  199
- Noch nicht feststehend: 1
- Gesamt:        435

## Amtsträger

### Senat
- Präsident des Senats: Mike Pence (R)
- Präsident pro tempore: Chuck Grassley (R)

#### Führung der Mehrheitspartei
- Mehrheitsführer: Mitch McConnell (R)
- Mehrheitswhip: John Thune (R)

#### Führung der Minderheitspartei
- Minderheitsführer: Charles Schumer (D)
- Minderheitswhip: Dick Durbin (D)

### Repräsentantenhaus
- Sprecherin des Repräsentantenhauses: Nancy Pelosi (D)

#### Führung der Mehrheitspartei
- Mehrheitsführer: Steny Hoyer (D)
- Mehrheitswhip: Jim Clyburn (D)

#### Führung der Minderheitspartei
- Minderheitsführer: Kevin McCarthy (R)
- Minderheitswhip:  Steve Scalise (R)

### Mitglieder
- Für die Mitglieder im Senat des 116. Kongresses siehe:
  - Liste der Mitglieder des Senats im 116. Kongress der Vereinigten Staaten

- Für die Mitglieder im Repräsentantenhaus des 116. Kongresses siehe:
  - Liste der Mitglieder des Repräsentantenhauses im 116. Kongress der Vereinigten Staaten